# Crematogaster obscurior
Crematogaster obscurior är en myrart som beskrevs av Dalla Torre 1892. Crematogaster obscurior ingår i släktet Crematogaster och familjen myror. Inga underarter finns listade i Catalogue of Life.